# Laura Revuelta
Laura Revuelta Sanjurjo (Madrid 19 de septiembre de1965) es  una crítica y comisaria de arte española. Redactora jefe de ABC Cultural desde el año 2009.  

## Trayectoria profesional
Se licenció en Periodismo en la Universidad Complutense de Madrid. Ha formado parte de diversos jurados en convocatorias de diseño y arte.
Revuelta es Redactora Jefe del ABC Cultural, donde ejerce la crítica y desarrolla su labor periodística realizando entrevistas a diferentes personalidades del mundo de la cultura.
Es autora del blog "Entre líneas” y de la columna de opinión "Cinco minutos de gloria”.
Ha sido docente en el Máster de Cultura Contemporánea en el Instituto Universitario de Investigación Ortega y Gasset y ponente en diferentes congresos sobre periodismo cultural. De igual manera ha participado en la edición del Hay Festival en Segovia, entre otros. 

### Comisariados
Exposiciones comisariadas entre otrasː
En el Museo ABC comisarió la exposición de Javier Pagola titulado: Yo-tú. Se publicó un catálogo con este título en el año  2019.Una selección de cientos de imágenes  que reflejan el mundo interior del pintor e ilustrador donostiarra.
La exposición Dos clausuras es un proyecto del galerista sevillano Pepe Cobo comisariado por Revuelta. Se celebró en la Sala Murillo de Cajasol de Sevilla con el título Dos clausuras, 2019, en esta exposición documental  se compara la creación de bordados realizado por las monjas de clausura del Convento de San Leandro de Sevilla con el de las reclusas del Penal de Chorrillos en Lima (Perú).
En el año 2017 comisarió la exposición titulada Environmentalism, del artista Juan Antonio Guirado (Jaén, 1932 - Almería, 2010. Esta exposición fue organizada por Guirado Estate y comisariada por la directora del legado Wanda von Breisky y Laura Revuelta, la exposición destacó  en la década de los 70 ya que este artista  fue de los pocos españoles que mostró su trabajo en los principales museos internacionales.
Comisaria de la exposición ‘La máquina española. Donación Pepe Cobo’ en el Centro Andaluz de Arte Contemporáneo de Sevilla (CAAC) en 2021-2022

### Publicaciones
El ABC recoge en sus archivos, la relación de artículos publicados por Laura Revuelta en este medio.
Autora del libro El objetivo barroco fotógrafos del drama, en el rastrea la huella del Barroco en la fotografía actual. 
También colabora con otras publicaciones, como Revista de Occidente. Anteriormente formó parte de la Redacción del suplemento dominical Blanco y Negro del ABC.